# Klînți, raionul Kirovohrad, regiunea Kirovohrad
Klînți (în ucraineană Клинці) este o comună în raionul Kirovohrad, regiunea Kirovohrad, Ucraina, formată numai din satul de reședință.

## Demografie
Componența lingvistică a comunei Klînți
     Rusă (65,48%)
     Ucraineană (33,45%)
     Alte limbi (0,48%)
Conform recensământului din 2001, majoritatea populației comunei Klînți era vorbitoare de rusă (65,48%), existând în minoritate și vorbitori de ucraineană (33,45%).